# Lausitzer Platz
De Lausitzer Platz, genoemd naar de streek Lausitz, is een plein en buurt in het Berlijnse stadsdeel Kreuzberg (Friedrichshain-Kreuzberg). Het plein werd al ten tijde van de Berlijnse tolmuur vrij gehouden van bebouwing en kreeg in 1849 zijn huidige benaming. De 'Köpenicker Tor' werd er in 1842 gebouwd. In het midden van het plein staat de Emmaüskerk, die gebouwd werd in 1890-1893, naar ontwerp van August Orth. Tot 1945 was het na de Berliner Dom de grootste kerk van Berlijn, met zo'n 2000 zitplaatsen. In dat jaar brandde het schip van de kerk geheel uit. Eind jaren vijftig werd het vervangen door een veel kleiner schip; de 74 meter hoge toren met het grote Emmaüsmozaïek van Paul Mohn bleef gespaard. Ten zuiden van de Lausitzer Platz liggen de Spreewaldplatz en het Görlitzer Park. In het noorden grenzen de  Aldemar- en de  Eisenbahnstraße aan het plein.
Op de Lausitzer Platz vonden regelmatig straatfeesten en markten plaats. Op 1 mei 1987 werd een van deze straatfeesten het begin van de zogenaamde 'Kreuzberger Maikrawalle', een serie rellen die uitbrak toen de politie met geweld een einde maakte aan het feest. Na het verdwijnen van de punkkroegen in de jaren 90 werd het weer rustig op het plein. Sinds de jaren 2010 is er een proces van gentrificatie op gang gekomen. Ook wordt het straatbeeld steeds meer door toeristen bepaald. 
In Kreuzberg wordt de Lausitzer Platz, naar Laus, het Duitse woord voor luis, ook spottend Lauseplatz en Lausi genoemd.